# Dorian Awards

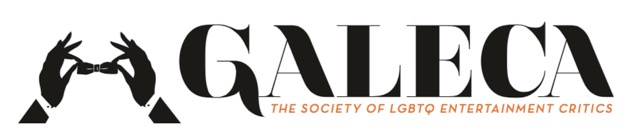
GALECA (The Society of LGBTQ Entertainment Critics) a révisé son slogan en 2017.

Les Dorian Awards sont des récompenses de cinéma et de télévision décernées par Galeca : The Society of LGBTQ Entertainment Critics, fondée en 2009, sous le nom de Gay and Lesbian Entertainment Critics Association. GALECA est une association de journalistes et de critiques professionnels qui reportent régulièrement sur des films et / ou des émissions télévisées pour les médias imprimés, en ligne et de diffusion aux États-Unis, au Canada, en Australie et au Royaume-Uni. Les prix récompensent le meilleur du cinéma, de la télévision et de la performance de l'année civile précédente. 
Le prix Dorian est nommé en l'honneur de l'écrivain Oscar Wilde, en référence à son roman The Picture of Dorian Gray (Le Portrait de Dorian Gray), et le certificat de récompense comprend une image de l'auteur et du dramaturge, ainsi qu'un graphique de mains tenant un nœud papillon noir. 
GALECA et ses Dorian Awards annuels ont été créés en 2008 à Hollywood, en Californie, par Griffiths, ancien critique de télévision de longue date pour le magazine Us Weekly et contributeur à Emmy Magazine de l'Academy of Television Arts and Sciences,. 

## Palmarès

### 2021

#### Film de l'année destiné à un jeune public
- Wonder Woman 1984

### 2019
Les nommés pour les Dorian 2019 ont été annoncés le 8 janvier 2020,. 
| Catégorie | Gagnant                                                               |
| --- | --------------------------------------------------------------------- |
| Film de l'année | Parasite                                                              |
| Film de l'année destiné à un jeune public | Aquaman                                                               |
| Réalisateur de l'année (cinéma ou télévision) | Bong Joon-ho - Parasite                                               |
| Performance cinématographique de l'année - Acteur | Antonio Banderas - Douleur et Gloire                                  |
| Performance cinématographique de l'année - Actrice | Renée Zellweger - Judy                                                |
| Performance cinématographique de l'année - Acteur de soutien                                                                                              | Song Kang-ho - Parasite                                               |
| Performance cinématographique de l'année - Actrice de soutien                                                                                             | Jennifer Lopez - Queens (Hustlers)                                    |
| Film LGBTQ de l'année | Portrait de la jeune fille en feu                                     |
| Film en langue étrangère de l'année | Parasite                                                              |
| Scénario de l'année | Bong Joon-ho et Han Jin-won - Parasite                                |
| Documentaire de l'année | Honeyland                                                             |
| Documentaire LGBTQ de l'année | Criez, Reine!, Mon cauchemar sur Elm Street                           |
| Film visuellement saisissant de l'année (honorant une production d'une beauté époustouflante, de la direction artistique à la cinématographie) (ex aequo) | Portrait de la jeune fille en feu 1917                                |
| Film méconnu de l'année | Booksmart                                                             |
| Film campy de l'année | Cats                                                                  |
| Drame télévisé de l'année | Pose                                                                  |
| Comédie télévisée de l'année | Fleabag                                                               |
| Performance télévisée de l'année - Acteur | Billy Porter - Pose                                                   |
| Performance télévisée de l'année - Actrice | Phoebe Waller-Bridge - Fleabag                                        |
| Émission d'actualité télévisée de l'année | Leaving Neverland                                                     |
| Performance musicale télévisée de l'année | Bradley Cooper, Lady Gaga Shallow - La 91e cérémonie des Oscars (ABC) |
| Spectacle LGBTQ de l'année | Pose                                                                  |
| Émission télévisée méconnue de l'année | The Other Two                                                         |
| Émission télévisée campy de l'année | The Politician                                                        |
| Nous sommes fous de vous / Étoile montante de l'année | Florence Pugh                                                         |
| Wilde Wit of the Year (hommage à un interprète, écrivain ou commentateur dont les observations à la fois interpellent et amusent)                         | Phoebe Waller-Bridge                                                  |
| Artiste Wilde de la décennie (honorer une force véritablement révolutionnaire dans les domaines du cinéma, du théâtre et/ou de la télévision)             | Lady Gaga                                                             |
| Timeless Star (à un acteur ou interprète dont la carrière exemplaire est marquée par le caractère, la sagesse et l'esprit)                                | Catherine O'Hara                                                      |

### 2018
Les lauréats Dorian 2018 ont été annoncés en janvier 2019. 
| Catégorie | Lauréat                                                                   |
| --- | ------------------------------------------------------------------------- |
| Film de l'année | La Favorite                                                               |
| Réalisateur de l'année (Film or Television)                                                                         | Alfonso Cuarón – Roma                                                     |
| Film Performance of the Year – Acteur                                                                               | Ethan Hawke – Sur le chemin de la rédemption                              |
| Film Performance of the Year – Actrice                                                                              | Olivia Colman – La Favorite                                               |
| Film Performance of the Year – Supporting Actor                                                                     | Richard E. Grant – Can You Ever Forgive Me? (Les Faussaires de Manhattan) |
| Film Performance of the Year – Supporting Actress                                                                   | Regina King – Si Beale Street pouvait parler                              |
| LGBTQ Film of the Year                                                                                              | Can You Ever Forgive Me? (Les Faussaires de Manhattan)                    |
| Foreign Language Film of the Year                                                                                   | Roma                                                                      |
| Scénario de l'année                                                                                                 | Deborah Davis et Tony McNamara – La Favorite                              |
| Documentary of the Year                                                                                             | Won't You Be My Neighbor?                                                 |
| LGBTQ Documentary of the Year                                                                                       | McQueen                                                                   |
| Visually Striking Film of the Year (honoring a production of stunning beauty, from art direction to cinematography) | Annihilation                                                              |
| Film méconnu de l'année                                                                                             | Les Veuves                                                                |
| Film campy de l'année                                                                                               | A Simple Favor (L'Ombre d'Emily)                                          |
| TV Drama of the Year                                                                                                | Pose                                                                      |
| TV Comedy of the Year                                                                                               | Schitt's Creek                                                            |
| TV Performance of the Year – Actor                                                                                  | Billy Porter – Pose                                                       |
| TV Performance of the Year – Actress                                                                                | Sandra Oh – Killing Eve                                                   |
| TV Current Affairs Show of the Year                                                                                 | Full Frontal with Samantha Bee (en)                                       |
| TV Musical Performance of the Year                                                                                  | Billy Porter, Mj Rodriguez et Our Lady J "Home" – Pose                    |
| LGBTQ Show of the Year                                                                                              | Pose                                                                      |
| Unsung TV Show of the Year                                                                                          | Schitt's Creek                                                            |
| Campy TV Show of the Year                                                                                           | RuPaul's Drag Race                                                        |
| We're Wilde About You / Rising Star of the Year                                                                     | Awkwafina                                                                 |
| Wilde Wit of the Year (honoring a performer, writer, or commentator whose observations both challenge and amuse)    | Hannah Gadsby                                                             |
| Wilde Artist of the Year (honoring a truly ground-breaking force in the fields of film, theater, and/or television) | Ryan Murphy                                                               |
| Timeless Star (to an actor or performer whose exemplary career is marked by character, wisdom, and wit)             | Harvey Fierstein                                                          |

### 2017
| Catégorie | Gagnant                                                          |
| --- | ---------------------------------------------------------------- |
| Film de l'année | Call Me by Your Name                                             |
| Réalisateur de l'année (cinéma ou télévision)                                                                                                  | Greta Gerwig - Lady Bird                                         |
| Performance cinématographique de l'année - Acteur                                                                                              | Timothée Chalamet - Call Me by Your Name                         |
| Performance cinématographique de l'année - Actrice                                                                                             | Sally Hawkins - La Forme de l'eau                                |
| Performance cinématographique de l'année - Acteur de soutien                                                                                   | William Dafoe - The Florida Project                              |
| Performance cinématographique de l'année - Actrice de soutien                                                                                  | Laurie Metcalf - Lady Bird                                       |
| Film LGBTQ de l'année | Call Me by Your Name                                             |
| Film en langue étrangère de l'année | BPM (120 battements par minute)                                  |
| Scénario de l'année | Jordan Peele - Get Out                                           |
| Documentaire de l'année | Visages, villages                                                |
| Film visuellement saisissant de l'année (honorant une production d'une beauté époustouflante, de la direction artistique à la cinématographie) | La Forme de l'eau                                                |
| Film méconnu de l'année | Seule la Terre                                                   |
| Film campy de l'année | Mother!                                                          |
| Drame télévisé de l'année | Big Little Lies (HBO)                                            |
| Comédie télévisée de l'année | Mme Maisel, femme fabuleuse (Amazon Studios)                     |
| Performance télévisée de l'année - Acteur | Kyle MacLachlan - Twin Peaks: The Return (Showtime)              |
| Performance télévisée de l'année - Actrice | Nicole Kidman - Big Little Lies (HBO)                            |
| Émission d'actualité télévisée de l'année | Full Frontal with Samantha Bee (en) (TBS)                        |
| Performance musicale télévisée de l'année | Kate McKinnon, "(Kellyanne) Conway!" - Saturday Night Live (NBC) |
| Spectacle LGBTQ de l'année | RuPaul's Drag Race (VH1)                                         |
| Émission télévisée méconnue de l'année | American Gods (Starz)                                            |
| Émission télévisée campy de l'année | Feud: Bette et Joan (FX)                                         |
| Nous sommes fous de vous / Étoile montante de l'année                                                                                          | Timothée Chalamet                                                |
| Wilde Wit of the Year (ex aequo) (honorant un interprète, écrivain ou commentateur dont les observations à la fois interpellent et amusent)    | Kate McKinnon Jordan Peele                                       |
| Artiste Wilde de l'année (honorer une force véritablement révolutionnaire dans les domaines du cinéma, du théâtre et / ou de la télévision)    | Jordan Peele                                                     |
| Timeless Star (à un acteur ou interprète dont la carrière exemplaire est marquée par le caractère, la sagesse et l'esprit)                     | Meryl Streep                                                     |

### 2016
| Catégorie | Gagnant                                                            |
| --- | ------------------------------------------------------------------ |
| Film de l'année | Moonlight                                                          |
| Réalisateur de l'année (cinéma ou télévision) | Barry Jenkins - Moonlight                                          |
| Performance cinématographique de l'année - Acteur | Mahershala Ali - Moonlight                                         |
| Performance cinématographique de l'année - Actrice | Viola Davis - Fences                                               |
| Film LGBTQ de l'année | Moonlight                                                          |
| Film en langue étrangère de l'année | Mademoiselle                                                       |
| Scénario de l'année | Barry Jenkins - Moonlight                                          |
| Documentaire de l'année | O.J.: Made in America                                              |
| Film visuellement saisissant de l'année (honorant une production d'une beauté époustouflante, de la direction artistique à la cinématographie)         | La La Land                                                         |
| Film méconnu de l'année | Christine                                                          |
| Film campy de l'année | Haute Couture                                                      |
| Drame télévisé de l'année | American Crime Story OJ Simpson: American Crime Story (FX)         |
| Comédie télévisée de l'année | Transparent (Amazon Studios)                                       |
| Performance télévisée de l'année - Acteur | Jeffrey Tambor - Transparent (Amazon Studios)                      |
| Performance télévisée de l'année - Actrice | Sarah Paulson - Le peuple c. OJ Simpson: American Crime Story (FX) |
| Émission d'actualité télévisée de l'année | Full Frontal with Samantha Bee (en) (TBS)                          |
| Performance musicale télévisée de l'année | Kate McKinnon, Hallelujah - Saturday Night Live (NBC)              |
| Spectacle LGBTQ de l'année | Transparent (Amazon Studios)                                       |
| Émission télévisée méconnue de l'année | The Real O'Neals (ABC)                                             |
| Émission télévisée campy de l'année | RuPaul's Drag Race: All Stars (Logo TV)                            |
| Nous sommes fous de vous / Étoile montante de l'année                                                                                                  | Trevante Rhodes                                                    |
| Wilde Wit of the Year (hommage à un interprète, écrivain ou commentateur dont les observations à la fois interpellent et amusent)                      | Carrie Fisher                                                      |
| Artiste Wilde de l'année (ex aequo) (honorer une force véritablement révolutionnaire dans les domaines du cinéma, du théâtre et / ou de la télévision) | Kate McKinnon Lin-Manuel Miranda                                   |
| Timeless Star (à un acteur ou interprète dont la carrière exemplaire est marquée par le caractère, la sagesse et l'esprit)                             | John Waters                                                        |

### 2015
| Catégorie | Gagnant                                                                                        |
| --- | ---------------------------------------------------------------------------------------------- |
| Film de l'année | Carol                                                                                          |
| Réalisateur de l'année | Todd Haynes - Carol                                                                            |
| Performance cinématographique de l'année - Acteur                                                                                              | Leonardo DiCaprio - The Revenant                                                               |
| Performance cinématographique de l'année - Actrice                                                                                             | Cate Blanchett - Carol                                                                         |
| Film LGBTQ de l'année | Carol                                                                                          |
| Film en langue étrangère de l'année | Le Fils de Saul                                                                                |
| Scénario de l'année | Phyllis Nagy - Carol                                                                           |
| Documentaire de l'année | Amy                                                                                            |
| Film visuellement saisissant de l'année (honorant une production d'une beauté époustouflante, de la direction artistique à la cinématographie) | Mad Max: Fury Road                                                                             |
| Film méconnu de l'année | Tangerine                                                                                      |
| Campy Flick de l'année | Magic Mike XXL                                                                                 |
| Drame télévisé de l'année (ex aequo) | Fargo (FX) Orange Is the New Black (Netflix)                                                   |
| Comédie télévisée de l'année | Transparent (Amazon Studios)                                                                   |
| Performance télévisée de l'année - Acteur | Jeffrey Tambor - Transparent (Amazon Studios)                                                  |
| Performance télévisée de l'année - Actrice | Taraji P. Henson - Empire (FOX)                                                                |
| Émission d'actualité télévisée de l'année | Last Week Tonight with John Oliver (HBO)                                                       |
| Spectacle LGBTQ de l'année | Transparent (Amazon Studios)                                                                   |
| Émission télévisée méconnue de l'année | Looking (HBO)                                                                                  |
| Moment musical télévisé de l'année | Aretha Franklin, " (You Make Me Feel Like) A Natural Woman " - 38e Kennedy Center Honors (CBS) |
| Émission télévisée campy de l'année | Empire (FOX)                                                                                   |
| Nous sommes fous de vous / Rising Star Award                                                                                                   | Alicia Vikander                                                                                |
| Wilde Wit of the Year (hommage à un interprète, écrivain ou commentateur dont les observations à la fois interpellent et amusent)              | Amy Schumer                                                                                    |
| Artiste Wilde de l'année (honorant une force véritablement révolutionnaire dans les domaines du cinéma, du théâtre et / ou de la télévision)   | Todd Haynes                                                                                    |
| Timeless Star (à un acteur ou interprète dont la carrière exemplaire est marquée par le caractère, la sagesse et l'esprit)                     | Jane Fonda                                                                                     |

### 2014
| Catégorie | Gagnant                                                                  |
| --- | ------------------------------------------------------------------------ |
| Film de l'année | Boyhood                                                                  |
| Réalisateur de l'année | Ava DuVernay - Selma                                                     |
| Performance cinématographique de l'année - Acteur                                                                                              | Eddie Redmayne - Une merveilleuse histoire du temps                      |
| Performance cinématographique de l'année - Actrice                                                                                             | Julianne Moore - Still Alice                                             |
| Film LGBTQ de l'année | Pride                                                                    |
| Film en langue étrangère de l'année | Mommy                                                                    |
| Documentaire de l'année | The Case Against 8                                                       |
| Film visuellement saisissant de l'année (honorant une production d'une beauté époustouflante, de la direction artistique à la cinématographie) | The Grand Budapest Hotel                                                 |
| Film méconnu de l'année | Pride                                                                    |
| Campy Flick de l'année | Into the Woods                                                           |
| Drame télévisé de l'année | The Normal Heart (HBO)                                                   |
| Comédie télévisée de l'année | Transparent (Amazon Studios)                                             |
| Performance télévisée de l'année - Actrice | Lisa Kudrow - Mon comeback (HBO)                                         |
| Performance télévisée de l'année - Acteur | Jeffrey Tambor - Transparent (Amazon Studios)                            |
| Directeur TV de l'année | Jill Soloway - Transparent                                               |
| Émission télévisée LGBTQ de l'année | Transparent (Amazon Studios)                                             |
| Émission d'événements télévisés de l'année | The Daily Show avec Jon Stewart (Comedy Central)                         |
| Émission télévisée méconnue de l'année | Monter (HBO)                                                             |
| Émission télévisée campy de l'année | Jane the Virgin (The CW)                                                 |
| Performance musicale télévisée de l'année | Neil Patrick Harris, "Sugar Daddy" - 68e cérémonie des Tony Awards (CBS) |
| Vidéo de l'année | " Chandelier " - Sia                                                     |
| Nous sommes fous de vous / Rising Star Award                                                                                                   | Gina Rodriguez                                                           |
| Wilde Wit of the Year (hommage à un interprète, écrivain ou commentateur dont les observations à la fois interpellent et amusent)              | John Oliver                                                              |
| Artiste Wilde de l'année (honorant une force véritablement révolutionnaire dans les domaines du cinéma, du théâtre et / ou de la télévision)   | Jill Soloway                                                             |
| Prix Timeless (honorant un acteur ou un interprète dont la carrière exemplaire a été marquée par le caractère, la sagesse et l'esprit)         | George Takei                                                             |

George Takei, militant des droits LGBTQ et co-star de Star Trek, a remercié GALECA dans une vidéo YouTube pour l'avoir nommé au prix Timeless Star 2014.

### 2013
| Catégorie | Gagnant                                                         |
| --- | --------------------------------------------------------------- |
| Film de l'année | Twelve Years a Slave                                            |
| Performance cinématographique de l'année - Acteur                                                                                              | Matthew McConaughey - Dallas Buyers Club                        |
| Performance cinématographique de l'année - Actrice                                                                                             | Cate Blanchett - Blue Jasmine                                   |
| Film LGBT de l'année | La Vie d'Adèle : Chapitres 1 et 2                               |
| Film en langue étrangère de l'année | La Vie d'Adèle : Chapitres 1 et 2                               |
| Documentaire de l'année | Bridegroom                                                      |
| Film visuellement saisissant de l'année (honorant une production d'une beauté époustouflante, de la direction artistique à la cinématographie) | Gravity                                                         |
| Campy Flick de l'année | Les Amants passagers                                            |
| Film méconnu de l'année (Is the New Black) | Kill Your Darlings States of Grace                              |
| Drame télévisé de l'année (Is the New Black)                                                                                                   | Ma vie avec Liberace (HBO) Orange Is the New Black (Netflix)    |
| Comédie télévisée de l'année | Girls (HBO)                                                     |
| Performance télévisée de l'année - Acteur | Michael Douglas - Ma vie avec Liberace (HBO)                    |
| Performance télévisée de l'année - Actrice | Jessica Lange - American Horror Story: Coven (FX)               |
| Performance musicale télévisée de l'année | Shirley Bassey, " Goldfinger " - 85e cérémonie des Oscars (ABC) |
| Émission télévisée LGBT de l'année | Orange Is the New Black (Netflix)                               |
| Émission télévisée campy de l'année | American Horror Story: Coven (FX)                               |
| Émission télévisée méconnue de l'année | Monter (HBO)                                                    |
| Nous sommes fous de vous / Rising Star Award                                                                                                   | Laverne Cox                                                     |
| Wilde Wit of the Year (hommage à un interprète, écrivain ou commentateur dont les observations à la fois interpellent et amusent)              | Rachel Maddow                                                   |
| Artiste Wilde de l'année (honorant une force véritablement révolutionnaire dans les domaines du cinéma, du théâtre et / ou de la télévision)   | James Franco                                                    |
| Prix Timeless (honorant un acteur ou un interprète dont la carrière exemplaire a été marquée par le caractère, la sagesse et l'esprit)         | Lily Tomlin                                                     |

En 2013, Sir Ian McKellen a exprimé sa gratitude aux membres pour l'honorer de leur honneur de carrière Timeless Star 2012, écrivant dans une note au groupe : « Je vais essayer d'être à la hauteur de l'approbation de Galeca ».

### 2012
Les nommés et les gagnants de Dorian pour les productions 2012 ont été annoncés en janvier 2013,,
| Catégorie | Gagnant                                                                              |
| --- | ------------------------------------------------------------------------------------ |
| Film de l'année | Argo                                                                                 |
| Performance cinématographique de l'année - Acteur                                                                                              | Daniel Day-Lewis - Lincoln                                                           |
| Performance cinématographique de l'année - Actrice                                                                                             | Anne Hathaway - Les Misérables                                                       |
| Film LGBT de l'année | Keep the Lights On                                                                   |
| Documentaire de l'année | How to Survive a Plague                                                              |
| Film visuellement saisissant de l'année (honorant une production d'une beauté époustouflante, de la direction artistique à la cinématographie) | L'Odyssée de Pi                                                                      |
| Campy Flick de l'année (ex aequo) | Magic Mike Paperboy                                                                  |
| Film méconnu de l'année | Bernie                                                                               |
| Drame télévisé de l'année (ex aequo) | American Horror Story: Asylum (FX) Patrie (Showtime)                                 |
| Comédie télévisée de l'année | Girls (HBO)                                                                          |
| Performance télévisée de l'année - Acteur | Damian Lewis - Homeland (Showtime)                                                   |
| Performance télévisée de l'année - Actrice | Jessica Lange - American Horror Story: Asylum (FX)                                   |
| Performance musicale télévisée de l'année | Jennifer Hudson, "Hommage à Whitney Houston" - 54e cérémonie des Grammy Awards (CBS) |
| Émission télévisée LGBT de l'année (ex aequo)                                                                                                  | Modern Family (ABC) The New Normal (NBC)                                             |
| Émission télévisée campy de l'année | Liz & Dick (Lifetime)                                                                |
| Émission télévisée méconnue de l'année | Happy Endings (ABC)                                                                  |
| Titre de télévision ou de film de l'année | Don't Trust the B---- in Apartment 23 (La Garce habite l'Appartement 23 ) (ABC)      |
| Nous sommes fous de vous / Rising Star Award                                                                                                   | Ezra Miller                                                                          |
| Wilde Wit of the Year (hommage à un interprète, écrivain ou commentateur dont les observations à la fois interpellent et amusent)              | Jon Stewart                                                                          |
| Artiste Wilde de l'année (honorant une force véritablement révolutionnaire dans les domaines du cinéma, du théâtre et / ou de la télévision)   | Ryan Murphy                                                                          |
| Prix Timeless (honorant un acteur ou un interprète dont la carrière exemplaire a été marquée par le caractère, la sagesse et l'esprit)         | Sir Ian McKellen                                                                     |

### 2011
Les nommés au prix Dorian de 2011 et les lauréats ultimes ont été révélés en janvier 2012,
| Catégorie                                             | Gagnant                                                   |
| ----------------------------------------------------- | --------------------------------------------------------- |
| Film de l'année                                       | Week-end                                                  |
| Performance cinématographique de l'année              | Meryl Streep - La Dame de fer                             |
| Film de l'année sur le thème LGBT                     | Week-end                                                  |
| Documentaire de l'année                               | We Were Here                                              |
| Documentaire de l'année sur le thème LGBT             | We Were Here                                              |
| Film méconnu de l'année                               | 50/50                                                     |
| Campy Flick de l'année                                | Les Muppets, le retour                                    |
| Drame télévisé de l'année                             | American Horror Story (FX)                                |
| Comédie télévisée de l'année                          | Modern Family (ABC)                                       |
| Programme musical télévisé de l'année (ex aequo)      | Glee (FOX) Lady Gaga Presents the Monster Ball Tour (HBO) |
| Performance télévisée de l'année                      | Jessica Lange - American Horror Story (FX)                |
| Émission télévisée de l'année sur le thème LGBT       | Modern Family (ABC)                                       |
| Émission télévisée campy de l'année                   | Revenge (ABC)                                             |
| Émission télévisée méconnue de l'année                | Suburgatoire (ABC)                                        |
| Le prix de l'étoile montante Nous sommes fous de vous | Michael Fassbender                                        |
| Prix Wilde Wit de l'année                             | Kathy Griffin                                             |
| Prix intemporel                                       | Betty White                                               |

### 2010
Les nommés et les lauréats du prix Dorian pour les productions de 2010 ont été annoncés en janvier 2011.   
| Catégorie | Lauréat                                                |
| --- | ------------------------------------------------------ |
| Film de l'année | I Am Love (Amore)                                      |
| Film Performance of the Year                                                                                         | Annette Bening – Tout va bien ! The Kids Are All Right |
| Film de l'année sur le thème LGBT                                                                                    | I Love You Phillip Morris                              |
| Documentary of the Year                                                                                              | Joan Rivers: A Piece of Work                           |
| LGBT-Themed Documentary of the Year                                                                                  | 8: The Mormon Proposition                              |
| Film méconnu de l'année                                                                                              | Easy Girl                                              |
| Campy Flick of the Year                                                                                              | Burlesque                                              |
| TV Drama of the Year                                                                                                 | The Good Wife (CBS)                                    |
| TV Musical or Comedy of the Year                                                                                     | Glee (FOX)                                             |
| TV Drama Performance of the Year                                                                                     | Michael C. Hall – Dexter (Showtime)                    |
| TV Comedy Performance of the Year (ex aequo)                                                                         | Chris Colfer – Glee (FOX) Jane Lynch – Glee (FOX)      |
| LGBT-Themed TV Show of the Year                                                                                      | Glee (FOX)                                             |
| Unsung TV Show of the Year                                                                                           | Hung (HBO)                                             |
| Campy TV Show of the Year                                                                                            | Hot in Cleveland (TV Land)                             |
| Nous sommes sauvages à propos de vous ! Étoile montante de l'année (We're Wilde About You! Rising Star of the Year)  | Darren Criss Kick-Ass – Chloë Grace Moretz             |
| Wilde Wit of the Year (honoring a performer, writer, or commentator whose observations both challenge and amuse)     | Rachel Maddow                                          |
| Timeless Award (honoring an actor or performer whose exemplary career has been marked by character, wisdom, and wit) | Angela Lansbury                                        |

### 2009
Les premiers Dorian Awards, pour les productions 2009, ont été annoncés en janvier 2010 (les nommés ont été dévoilés le mois précédent).
| Catégorie | Gagnant                             |
| --- | ----------------------------------- |
| Film de l'année | A Single Man                        |
| Performance cinématographique de l'année                                                                                               | Colin Firth - A Single Man          |
| Film de l'année sur le thème LGBT | A Single Man                        |
| Campy Flick de l'année | Obsessed                            |
| Drame télévisé de l'année | Grey Gardens (HBO)                  |
| Comédie musicale ou comédie télévisée de l'année                                                                                       | Glee (FOX)                          |
| Performance télévisée de l'année: Drame                                                                                                | Drew Barrymore - Grey Gardens (HBO) |
| Spectacle de comédie télévisée de l'année: comédie musicale ou comique                                                                 | Jane Lynch - Glee (FOX)             |
| Émission télévisée de l'année sur le thème LGBT                                                                                        | Bobby, seul contre tous (vie)       |
| Émission télévisée campy de l'année | Glee (FOX)                          |
| Nous sommes fous de vous / Rising Star Award                                                                                           | Gabourey Sidibe                     |
| Wilde Wit of the Year (hommage à un interprète, écrivain ou commentateur dont les observations à la fois interpellent et amusent)      | Rachel Maddow                       |
| Prix Timeless (honorant un acteur ou un interprète dont la carrière exemplaire a été marquée par le caractère, la sagesse et l'esprit) | Cloris Leachman                     |